# Thaís Oyama
Thaís Oyama (Mogi das Cruzes, SP, 26 de março de 1970) é uma jornalista brasileira. Além de seu trabalho como jornalista, Thaís foi apresentadora do programa Linhas Cruzadas, ao lado de Luiz Felipe Pondé.

## Biografia
A sansei Thaís Oyama nasceu em Mogi das Cruzes e é primogênita dos quatro irmãos: André, Fernanda e Patricia.

### Carreira
Thaís Oyama se formou em jornalismo, foi editora e redatora-chefe da revista Veja, com passagens na TV Globo, nos jornais Folha de S.Paulo e O Estado de S. Paulo e nas revistas Marie Claire e República, dentre outros veículos.

## Livros publicados
- A arte de entrevistar bem, Editora Contexto, 2008.
- Tormenta - O governo Bolsonaro: crises, intrigas e segredos, Companhia das Letras, 2020.